# Dauphin (Pennsilvània)
Dauphin és una població dels Estats Units a l'estat de Pennsilvània. Segons el cens del 2000 tenia 773 habitants.

## Demografia
Segons el cens del 2000, Dauphin tenia 773 habitants, 305 habitatges, i 218 famílies. La densitat de població era de 678,3 habitants per quilòmetre quadrat.
Dels 305 habitatges en un 29,8% hi vivien nens de menys de 18 anys, en un 55,1% hi vivien parelles casades, en un 13,4% dones solteres, i en un 28,2% no eren unitats familiars. En el 23,6% dels habitatges hi vivien persones soles el 8,9% de les quals corresponia a persones de 65 anys o més que vivien soles. El nombre mitjà de persones vivint en cada habitatge era de 2,53 i el nombre mitjà de persones que vivien en cada família era de 2,99.
Per edats la població es repartia de la següent manera: un 24,5% tenia menys de 18 anys, un 6,9% entre 18 i 24, un 28,8% entre 25 i 44, un 26,1% de 45 a 60 i un 13,7% 65 anys o més.
L'edat mediana era de 39 anys. Per cada 100 dones de 18 o més anys hi havia 89,6 homes.
La renda mediana per habitatge era de 44.219 $ i la renda mediana per família de 50.125 $. Els homes tenien una renda mediana de 31.250 $ mentre que les dones 25.865 $. La renda per capita de la població era de 19.227 $. Entorn del 5,1% de les famílies i el 6,5% de la població estaven per davall del llindar de pobresa.

## Poblacions properes
El següent diagrama mostra les poblacions més properes.